# Bolesław Bartkowski
Bolesław Bartkowski SDB - (ur. 3 marca 1936 w Sarbicach, zm. 25 marca 1998 w Lublinie – ksiądz profesor, muzykolog, teolog.
Po niższym seminarium duchownym w Twardogórze (1949-1951), od nowicjatu (1951) w Kopcu koło Częstochowy przez studia filozoficzne w wyższym seminarium duchownym w Krakowie związał się ze Zgromadzeniem Księży Salezjanów; studia teologiczne odbył na KUL (od 1957), w 1961 przyjął święcenia kapłańskie.
Muzykologię studiował na KUL (1961-1965). Po muzykologicznym magisterium (u ks. prof. H. Feichta CM w 1965) jego awanse naukowe znaczyły stopnie i tytuł naukowy w zakresie muzykologii kościelnej - doktorat (1971, także u ks. Feichta) habilitacja (1982) i profesura (1992).
Głównym polem działalności dydaktycznej, a z racji funkcji prorektorskiej i wychowawczej (specjalność Salezjanów) ks. Bolesława od 1967 był KUL, gdzie także wypromował dwóch doktorów i blisko 40 magistrów. Wykładał historię muzyki, hymnologię, wiedzę o stylach muzycznych i metodologię badań muzykologicznych i etnomuzykologicznych. Na KUL od 1984 kierował Katedrą Etnomuzykologii i Hymnologii, dyrektorował Instytutowi Muzykologii Kościelnej (1987-1889), był prodziekanem Wydziału Teologii Kościelnej (1983-1987), prorektorem (od 1989 do śmierci). Należał do podkomisji muzyki sakralnej przy Komisji Liturgicznej Episkopatu Polski.

## Pisma
- Graduał kanoników regularnych w Czerwińsku (MAEO, t.3 1968);
- Śpiewy procesji palmowej w polskich rękopisach liturgicznych (XV-XVIII w., 1971, dysertacja, ms.);
- Repertuar śpiewów procesji palmowej w polskich zakonnych rękopisach liturgiczno-muzycznych XIII –XVIII ("Studia Theologica Varsoviensia" 1973 nr 2);
- Visitatio Sepulchri w polskich przekazach średniowiecznych (MAEO, t.4, 1973);
- Hymn "Gloria Laus" w polskich zabytkach chorałowych (MAEO, t.6, 1977);
- Polskie śpiewy religijne w żywej tradycji. Style i formy, Kraków 1987;
- Polskie śpiewy religijne społeczności katolickich. Studia i materiały t.1, Lublin 1990 (współpraca redakcyjna K. Mrowiec i J. Stęszewski);
- Śpiewnik liturgiczny - współredaktor (Lublin 1991).